# Numero di volo

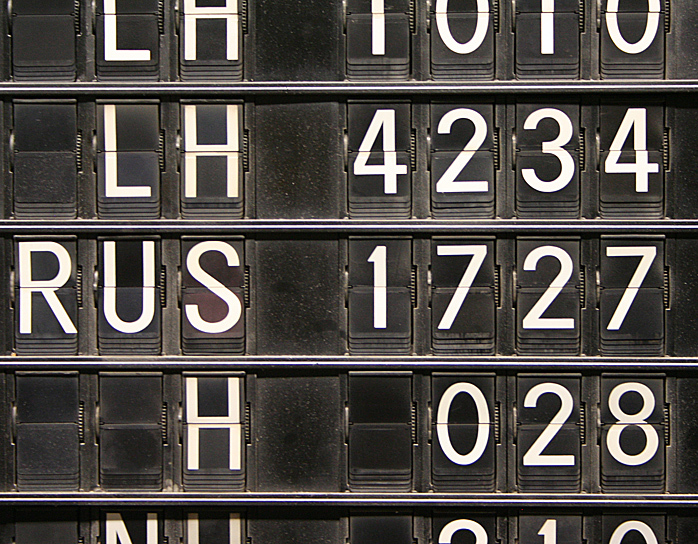
Numeri di volo su un teleindicatore a palette (Aeroporto di Francoforte sul Meno)

Un numero di volo in aviazione è il codice numerico che, in combinazione con il codice alfabetico di una compagnia aerea e la data, identifica un particolare volo. Questo indicativo di chiamata non deve essere confuso con il codice di registrazione degli aeromobili, anche se entrambi possono essere usati come indicativi di chiamata in accordo con le procedure fraseologiche.

## Convenzioni
Un particolare aereo può fare numerosi voli in un giorno e diversi aerei possono essere usati per lo stesso numero di volo nei giorni successivi.
Esistono una serie di convenzioni sviluppate per definire questi numeri di volo, anche se l'ultima decisione in merito spetta alle singole compagnie aeree.
Tra le convenzioni rispettate ci sono quelle di non superare le 4 cifre per il numero e di utilizzare solo lettere dell’alfabeto fonetico radiotelefonico per identificare la compagnia aerea.
Di norma ai voli diretti a est (eastbound) e a nord (northbound) viene assegnato un numero pari (ad esempio il volo American Airlines da New York-JFK a Milano Malpensa è il 198), mentre a quelli diretti a ovest (westbound) e a sud (southbound) viene dato un numero dispari (come nel caso del volo Tokyo – Milano Malpensa di Alitalia che è il numero 787).
Per le destinazioni servite da più voli giornalieri, i numeri dei voli tendono ad incrementare durante il giorno. Quindi, se un volo da un punto A ad un punto B sarà il 101 e il ritorno da B a A sarà il 102, la successiva coppia di voli sulla stessa rotta sarà composta dai numeri 103 e 104.
Solitamente i numeri di volo con meno di tre cifre vengono assegnati a voli di lungo raggio oppure a voli premium. Il volo numero 1 è spesso assegnato al volo principale di una compagnia. Ad esempio il volo British Airways 1 era il primo volo giornaliero del Concorde sulla rotta Londra-New York. Il volo Air New Zealand 1 collega Londra e Auckland, passando per Los Angeles.
Il volo American Airlines 1 invece è quello che da New York porta a Los Angeles. Infine, il volo El Al 1 è il volo notturno che collega Tel Aviv a New York.
I numeri da 1000 a 4999 solitamente sono assegnati ai voli delle compagnie regionali affiliate, mentre i numeri oltre il 5000 sono utilizzati per voli operati in code sharing con altre compagnie.
I voli dal 9000 in poi sono utilizzati per i cosiddetti ferry flights, cioè quei voli che non trasportano passeggeri, ma servono solo per portare l'aeromobile da un punto A ad un punto B per svariati motivi (ad esempio per manutenzione presso l'hub della compagnia oppure in caso in cui lo stesso aereo sia atterrato in un aeroporto ma debba in seguito operare un volo partendo da un altro).
Infine, i voli che iniziano con 8 sono, di solito, destinati a voli charter, ma questa scelta dipende sempre dalle scelte della compagnia.

## Storia
Introdotto nel 1947, lo Standard Schedules Information Manual (SSIM) regolamenta tutte le convenzioni sulla fraseologia aerea, quindi compresi gli identificativi dei voli commerciali.

## Ritiro numero di volo
Spesso i numeri di volo vengono tolti dall'uso quando si verificano gravi incidenti aerei. Ad esempio il volo American Airlines 77 che, partito dall'aeroporto di Washington-Dulles e diretto a Los Angeles, si schiantò contro il lato ovest del Pentagono la mattina dell'11 settembre 2001. Analogamente dopo la scomparsa del volo MH370, il 13 marzo 2014 la Malaysia Airlines faceva sapere, attraverso il comunicato stampa nº 17 pubblicato sul sito della compagnia aerea, che i codici di volo MH370 e MH371 sono ritirati e sostituiti con effetto immediato dai nuovi codici MH 318, per il volo da Kuala Lumpur a Pechino, e MH 319 per la tratta inversa.

## Terminologia
Infine, si noti che il termine “numero di volo” viene usato colloquialmente quando il termine ufficiale è definito nello Standard Schedules Information Manual (SSIM) pubblicato dallo IATA ed è “codice di volo”
(flight code). Ufficialmente il termine “numero di volo” si riferisce alla parte numerica (che può avere al massimo quattro cifre) di un codice di volo. Per esempio, nei codici di volo BA2490 e BA2491A, “2490” e “2491” sono i numeri di volo. Tuttavia è comune usare il termine colloquiale anziché quello ufficiale.